# Siège d'Anvers (1914)
Pour l’article homonyme, voir Siège d'Anvers.
Première Guerre mondiale
Batailles
Front d'Europe de l’Ouest
- Liège (8-1914)
- Namur (8-1914)
- Frontières (8-1914)
- Anvers (9-1914)
- Grande Retraite (9-1914)
- Marne (9-1914)
- Course à la mer (9-1914)
- Yser (10-1914)
- Messines (10-1914)
- Ypres (10-1914)
- Givenchy (12-1914)
- 1re Champagne (12-1914)
- Hartmannswillerkopf (1-1915)
- Neuve-Chapelle (3-1915)
- 2e Ypres (4-1915)
- Colline 60 (4-1915)
- Artois (5-1915)
- Festubert (5-1915)
- Quennevières (6-1915)
- Linge (7-1915)
- 2e Artois (9-1915)
- 2e Champagne (9-1915)
- Loos (9-1915)
- Verdun (2-1916)
- Redoute Hohenzollern (3-1916)
- Hulluch (4-1916)
- 1re Somme (7-1916)
- Fromelles (7-1916)
- Arras (4-1917)
- Vimy (4-1917)
- Chemin des Dames (4-1917)
- 3e Champagne (4-1917)
- 2e Messines (6-1917)
- Passchendaele (7-1917)
- Cote 70 (8-1917)
- 2e Verdun (8-1917)
- Malmaison (10-1917)
- Cambrai (11-1917)
- Bombardements de Paris (1-1918)
- Offensive du Printemps (3-1918)
- Lys (4-1918)
- Aisne (5-1918)
- Bois Belleau (6-1918)
- 2e Marne (7-1918)
- 4e Champagne (7-1918)
- Château-Thierry (7-1918)
- Le Hamel (7-1918)
- Amiens (8-1918)
- Cent-Jours (8-1918)
- 2e Somme (9-1918)
- Bataille de la ligne Hindenburg
- Meuse-Argonne (10-1918)
- Cambrai (10-1918)

Front italien
Front d'Europe de l’Est
Front des Balkans
Front du Moyen-Orient
Front africain
Bataille de l'Atlantique
Le siège d'Anvers fut un des épisodes de la Première Guerre mondiale. Il opposa les troupes belges aux troupes allemandes autour d'Anvers dont l'agglomération et les installations portuaires sont défendues par trois ceintures de défense composées de forts. Tout d'abord, les Belges lancent trois attaques d'infanterie à partir du 28 août dans le but de tenir l'armée allemande le plus possible à distance de la ville et du port. Utilisant une importante artillerie, les Allemands parviennent en vue de la dernière enceinte fortifiée le 28 septembre et prennent la ville le 10 octobre 1914.

## Préambule

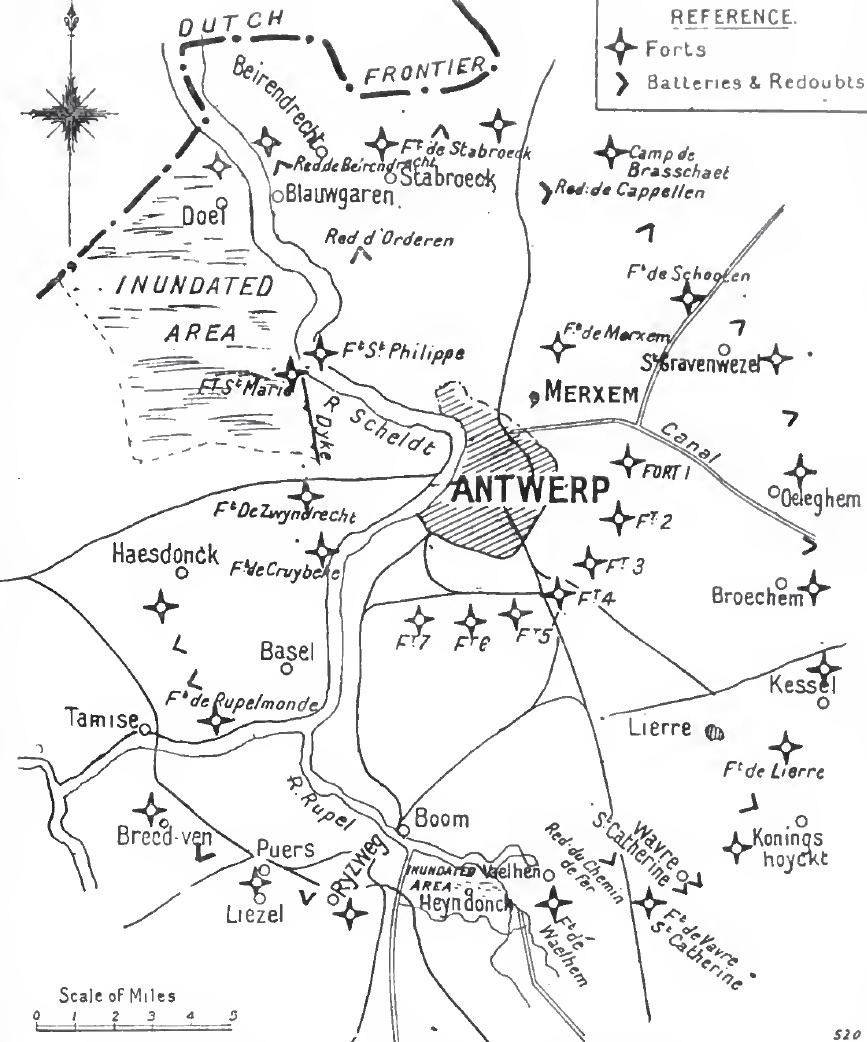
Carte des fortifications d'Anvers, 1914.

L'Armée allemande commence l'invasion de la Belgique dans la matinée du 4 août 1914, deux jours après la décision du gouvernement belge d'interdire le passage des troupes allemandes vers la France et alors que l'ambassadeur d'Allemagne à Bruxelles n'a pas encore signifié la déclaration de guerre.
Le premier combat important a lieu durant la nuit du 5 au 6 août 1914 : six brigades allemandes tentent un coup de main sur la position fortifiée de Liège. Cinq sont repoussées, mais une traverse les lignes belges et prend le fort de la Chartreuse. Le lendemain, les troupes belges (principalement la 3e division d'armée) évacuent les intervalles entre les forts ainsi que l'agglomération liégeoise. Il s'ensuit le pilonnage des forts encerclés, dont le dernier se rend le 16 août. Le 17 août, sa mobilisation terminée et ses armées déployées y compris sur la rive gauche de la Meuse, l'OHL ordonne pour le 18 la marche en avant.
Pendant ce temps, l'Armée belge se déploie pour couvrir Bruxelles, avec une première ligne de Tirlemont à Gembloux (1re et 5e divisions d'armée, auxquels se rajoutent les restes de la 3e à partir du 7) et une seconde de Louvain à Wavre (2e et 6e divisions) ; sa droite s'appuie sur la position fortifiée de Namur, gardée par la 4e division. Au nord du front, les Belges remportent une bataille de cavalerie appuyée par de l'infanterie équipée de mitrailleuses montées sur des plateformes roulantes tirées par des chiens. C'est la bataille de Haelen, gagnée contre la cavalerie allemande, des uhlans dont un commandant est fait prisonnier. Dès que la marche en avant allemande est confirmée, le 18, le roi Albert Ier ordonne le repli de l'armée belge à l'abri de la position fortifiée d'Anvers : des combats d'arrière-garde ont lieu à Diest et Tirlemont, mais la ligne le long de la Gette est abandonnée immédiatement, puis celle sur la Dyle. La 1re armée allemande entre à Bruxelles le 20, masquant Anvers avec un corps de réserve, tandis que la 2e s'aligne de Genappe à Gembloux, confiant l'investissement de Namur au corps de réserve de la Garde, et que la 3e atteint Marche.
Après la bataille de la Marne, le commandement allemand constitue une force d'encerclement, le groupe Beseler (de), commandé par le général Hans von Beseler, avec des unités spécialisées et une puissante artillerie, y compris plusieurs batteries d'artillerie lourde austro-hongroises.

## Début du siège de la place forte d'Anvers

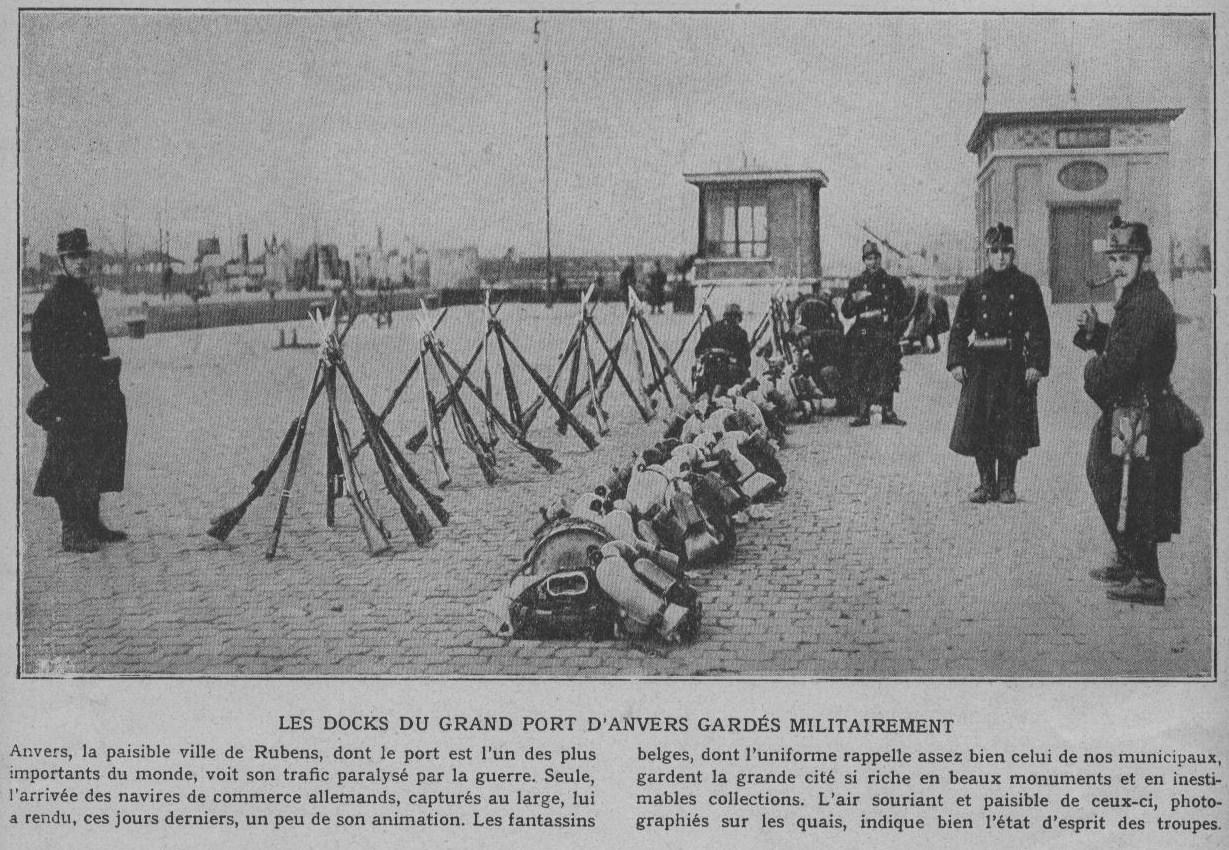
Forces belges à Anvers, 1914.

Albert Ier, Roi des Belges, ordonne, le 20 août, à ce qui reste de l'armée belge après les batailles d'arrêt de Liège et l'éphémère victoire contre la cavalerie allemande à Haelen, de battre en retraite vers la forteresse d'Anvers, dénomination officielle d'un réseau de fortifications et de positions défensives autour de la ville d'Anvers qui est considéré comme étant le « réduit national », imprenable. Le réduit est composé de deux lignes de fortifications autour de la ville, ces deux lignes étant composées de forts datant du XIXe siècle et en cours de modernisation en 1914 et de places fortes, éloignées de quelques kilomètres les unes des autres, permettant à l'armée de campagne de s'y retrancher dans le but de bénéficier des réserves de la place. Une troisième position, la plus ancienne, enserre la zone urbanisée. La stratégie belge a été conçue pour défendre le port d'Anvers, vital pour le pays. Des restes des fortifications anversoises peuvent encore être visités un siècle plus tard.
La plupart des forts et positions défensives autour d'Anvers manquent de puissance de feu. Pour cette raison, l'armée de campagne fait trois « sorties » de la forteresse, dans le style des guerres du XIXe siècle. Cette tactique immobilise plus de 150 000 Allemands et retarde l'assaut contre la ville. Une innovation belge : des automitrailleuses construites sur la base de voitures civiles et montées par des volontaires infligent une succession de défaites locales à la cavalerie allemande dans des combats isolés.

## Trois sorties de l'armée belge
Dès le mois d'août, l'armée de campagne exécute trois sorties jusqu'à 20 kilomètres au sud, retenant 150 000 soldats allemands qui vont manquer à l'état-major allemand au moment de la contre-attaque française lors de la bataille de la Marne. Selon la doctrine militaire de l'époque, les sorties exécutées à partir d'une position fortifiée font partie intégrante du siège, étant destinées à tenir l'ennemi le plus éloigné possible du cœur de la position. Aussi, l'organisation de ces trois attaques est-elle du ressort de l'état-major de la place qui dispose des réserves de l'armée entreposées de longue date à Anvers, l'état-major général de l'armée reprenant la main pour la direction des combats tout en se chargeant des quelques troupes positionnées au sud-est et à l'ouest d'Anvers dans le but de maintenir une liaison avec les alliés.

## L'attaque finale contre la ville

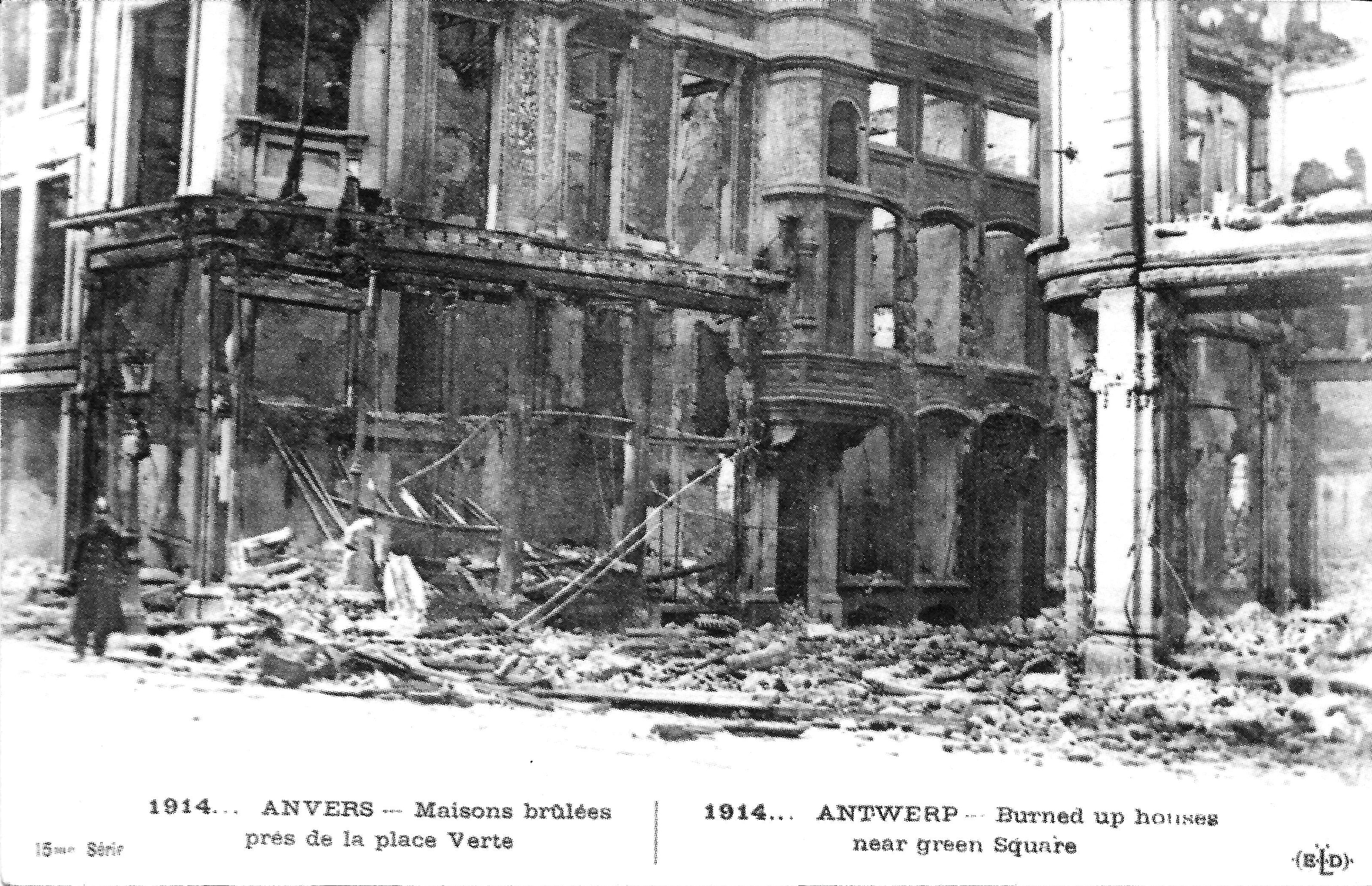
Destructions dues au bombardement sur la place Verte.

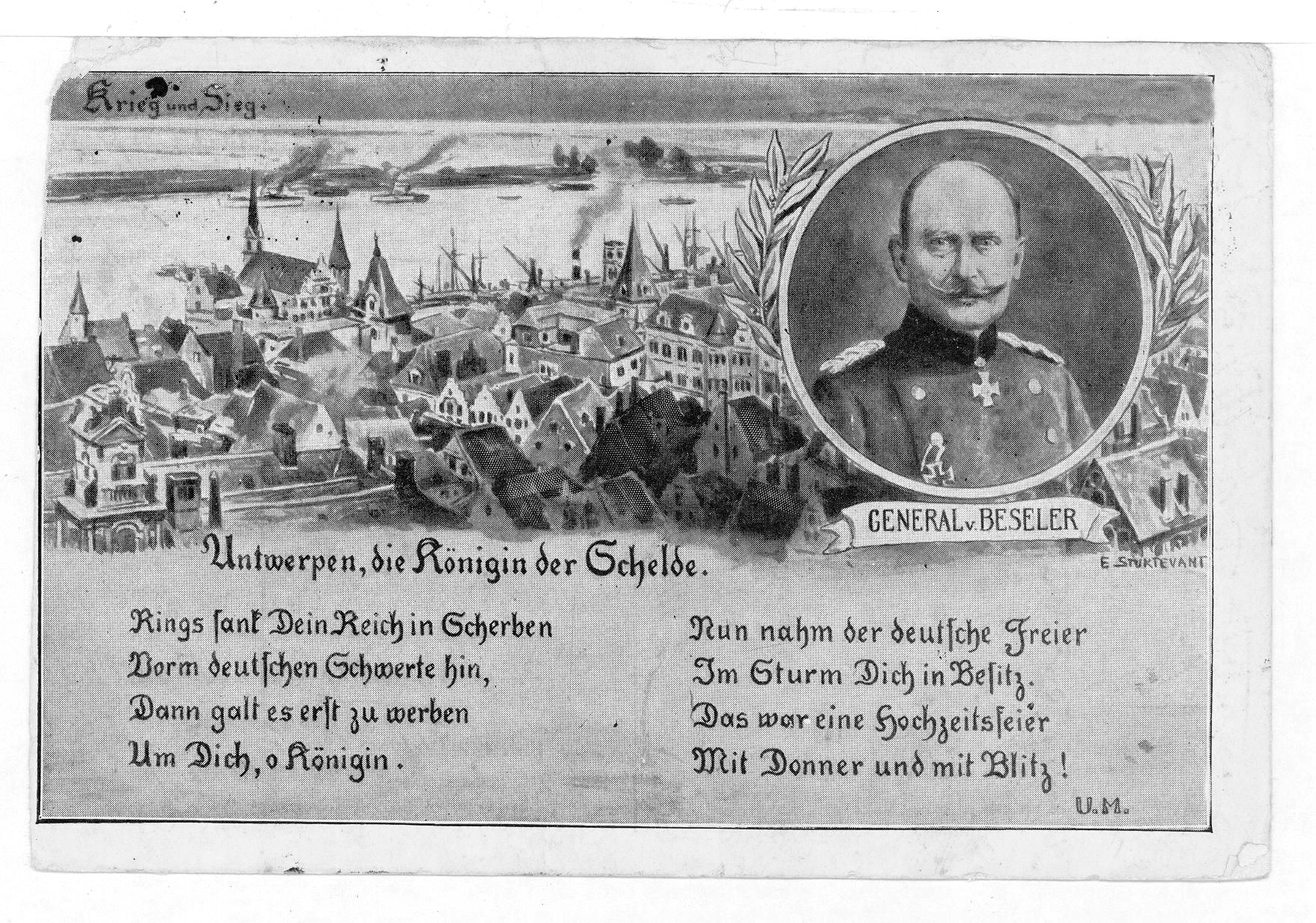
« Anvers, reine de l'Escaut » : carte postale avec un poème en allemand célébrant la prise d'Anvers par le général Hans von Beseler, 1914.

Les sorties de l'armée de campagne ont pour but de tenir l'armée allemande aussi éloignée que possible de la dernière ceinture de forts, immédiatement proche de la ville. Les sorties sont considérées par les historiens militaires comme faisant partie du siège, les troupes belges se retirant, après chaque sortie, derrière les lignes fortifiées où elles sont sous le commandement de l'état-major de la place et non plus de l'état-major de campagne. Ce transfert d'autorité est de tradition depuis des siècles dans toutes les armées européennes, lors du siège des places fortes. Mais, le 28 septembre, l'armée allemande a récupéré sa capacité offensive entamée par les sorties belges et elle commence le bombardement des forts de Walem (avec des canons de 305) et de Sint-Katelijne-Waver (canons de 305 et 420 mm type M surnommés « Grosses Bertha ») commence le 28 septembre. Le 30 septembre, l'artillerie allemande détruit les forts de Walem, de Sint-Katelijne-Waver et de Koningshooikt. Le 1er octobre, le fort de Sint-Katelijne-Waver et les redoutes Bosbeek et Dorpveld tombent aux mains des Allemands. Le 2 octobre, l'armée belge évacue les forts de Walem et de Koningshooikt. Le fort de Lierre, pilonné et à court de munitions, se rend. Le fort Kessel tombe le 4 octobre et, le 5 octobre, le bombardement du fort de Broechem commence et le fort d'Oelegem est attaqué, puis le fort de Broechem est mis hors de combat le 6 octobre. La Position fortifiée d'Anvers devient intenable.
De plus, le 5 octobre, date cruciale, l'armée allemande parvient à briser les défenses belges dans la ville de Lierre, à 20 kilomètres au sud-est d'Anvers, et fait mouvement vers Termonde (Sud d'Anvers) où elle essaie de traverser l'Escaut. Ce « mouvement en tenaille » de l'armée allemande menace la route de retraite vers l'ouest qu'a l'armée belge, seule possible dans l'éventualité où il faudrait abandonner Anvers, les routes au sud et à l'est ayant déjà été prises par les Allemands et la route au nord menant vers la frontière belgo-néerlandaise fermée depuis le début de la guerre, les Pays-Bas, restés neutres, n'offrant aucune assistance à la Belgique.
L'armée belge finit par se retirer d'Anvers le 10 octobre avant d'être prise au piège, laissant la ville sous la protection des forts de la rive gauche chargés de harceler les troupes allemandes afin de retarder l'occupation effective du port. Le gros de l'armée se dirige vers l'ouest, vers la côte, le 6 octobre, parvenant à mettre un terme à l'avance allemande sur les rives de l'Yser. À Anvers, les derniers militaires belges, ceux laissés en arrière-garde dans les forts de la rive gauche, détruisent leurs armes et leurs munitions pour empêcher les Allemands de les récupérer et tentent leur chance en se dirigeant, seuls ou par petits groupes, soit vers les Pays-Bas où ils deviennent prisonniers de guerre (au nom de la neutralité néerlandaise), soit dans la direction de la mer où beaucoup parviennent à rallier l'armée belge reformée en front continu le long de l'Yser avec les forces anglaises et françaises.
Le bourgmestre d'Anvers, Jan De Vos, offre la capitulation le 10 octobre au grand dépit du général allemand des troupes de siège qui avait espéré recevoir une reddition en bonne et due forme d'un général belge. La ville d'Anvers va rester occupée par les troupes allemandes jusqu'en 1918.

## Conséquences
Un tiers de ce qui reste de l'armée belge, soit environ 40 000 soldats, en comptant les jeunes conscrits que l'on n'avait pas eu le temps de former, s'enfuient vers le nord, aux Pays-Bas, espérant échapper à la captivité en Allemagne. Mais les Pays-Bas les internent. Des centaines de milliers de réfugiés civils qui ont suivi les militaires sont, eux aussi, internés dans des camps, le plus loin possible de la frontière belge, les Pays-Bas craignant que la moindre complaisance envers les Belges entraîne des représailles allemandes. Nombre de ces réfugiés décidèrent de se fixer aux Pays-Bas après 1918.[réf. nécessaire]
Les batailles d'arrêt menées sur les positions successives des forteresses de Liège, de Namur et d'Anvers contribuent à retenir 150 000 soldats allemands et une forte artillerie lourde qui manqueront face aux Franco-Britanniques à la Marne puis lors de la course à la mer. C'est l'opinion du général Paul Azan qui a combattu en Belgique en 1914.
En revanche, l'expérience acquise par les Allemands en Belgique sera mise à profit face à l'armée russe : un nouveau groupe Beseler, commandé par le même général, est créé lors du siège de Novogeorgievsk en août 1915.